# 4205 Дејвид Хјуз
4205 David Hughes је Марсов тројански астероид са средњом удаљеношћу од Сунца која износи 1,726 астрономских јединица (АЈ).
Апсолутна магнитуда астероида је 14,7.